# Павильон № 59 «Зерно» на ВДНХ
Павильон № 59 «Зерно» (с 1939 по 1941 — «Московская, Тульская и Рязанская области», с 1954 по 1958 — «Московская, Тульская, Калужская, Рязанская и Брянская области», с 1959 по 1961 — «Московская область», с 1962 по 1963 — «Земледелие», с 1964 — «Зерно») — один из павильонов ВДНХ.

## История
Первоначально павильон был построен по проекту В. Д. Кокорина, выбранного в результате конкурса. В 1938—1939 годах был снесён и перестроен по проекту Дмитрия Чечулина. Фриз на фасаде выполнили скульпторы О. В. Лишева и А. М. Лавинский. 
В 1954 году павильон был реконструирован с сохранением элементов прежней композиции вновь по проекту Чечулина.
В 2022 году в павильоне проходила комплексная реставрация, приводились в порядок фасады и интерьеры, восстанавливались скульптуры и декор. Звезда, установленная на шпиле, была демонтирована для проведения реставрации. Ей планировалась вернуть исторический облик и облицевать стеклом рубинового цвета, взяв за основу элементы отдельных сохранившихся стекол.
В декабре 2024 года в павильоне открылся первый в России Музей героизма.

## Архитектура
Павильон 1939 года был одним из немногих, выстроенных в капитальных конструкциях с использованием мрамора, терракоты, керамики, нержавеющей стали. Его украшали рубиновая звезда на ризалите и барельеф на фасаде.
После реконструкции 1954 года павильон приобрёл башню со шпилем высотой 52 м, которая напоминает венчание неосуществлённого проекта высотного здания в Зарядье. Барельефы заменила более строгая рустовка, а на парадном входе появилась лепнина на тематику Победы. В интерьере использованы колонны с капителями и роспись плафона в виде летнего облачного неба. В результате реконструкции павильон стал третьим по высоте на ВДНХ после Главного павильона и павильона «Механизация и электрификация». До настоящего времени сохранилась стрельчатое остекление. Внутри павильона видны витражи из протравленного стекла, на которых изображены овощи и злаки средней полосы России.

## Галерея

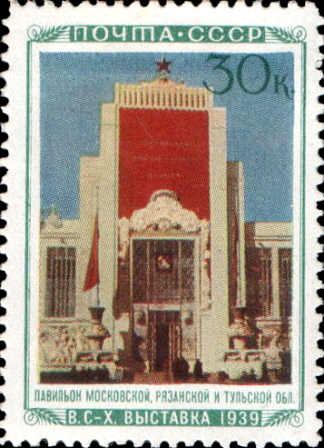
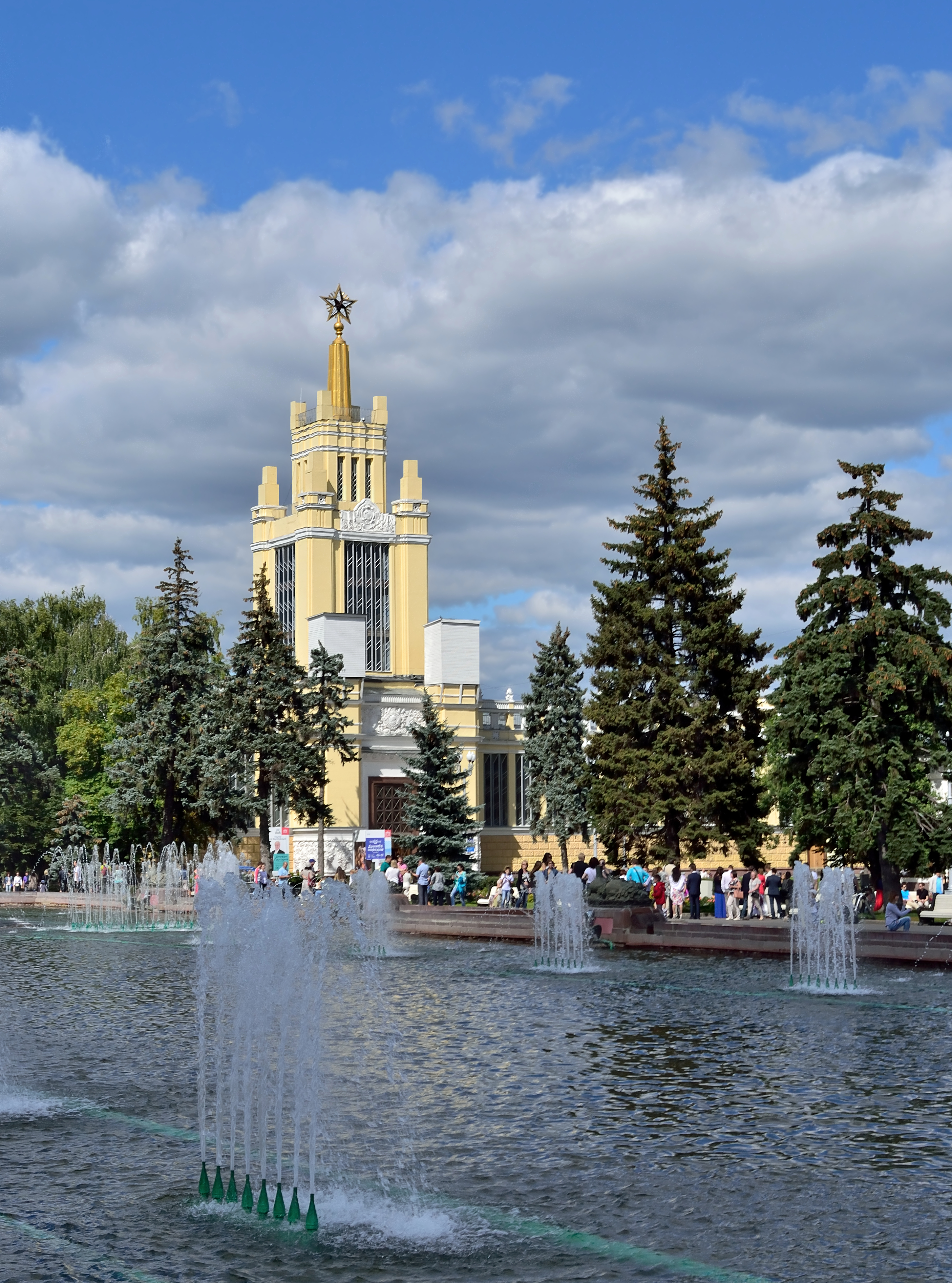
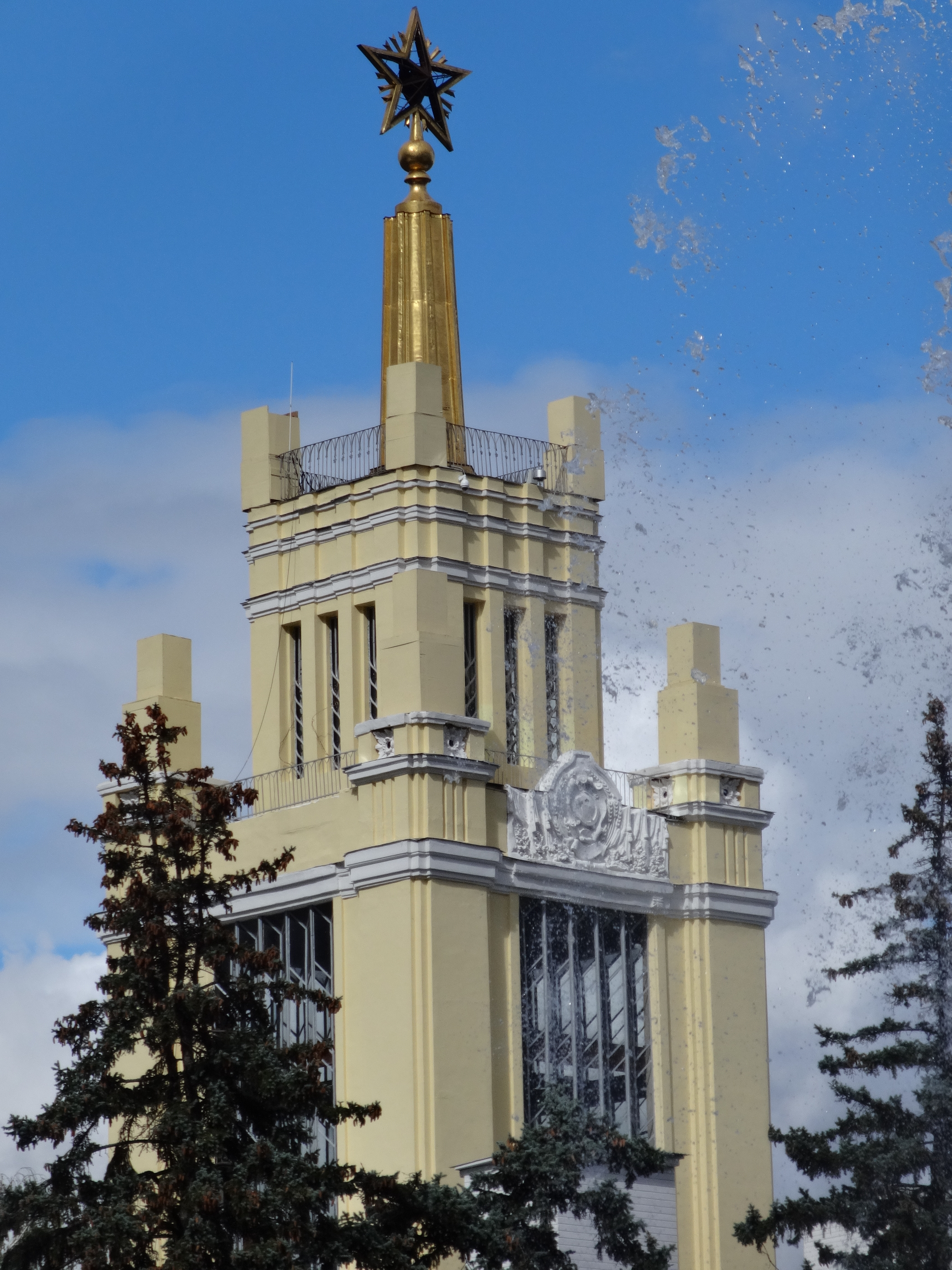
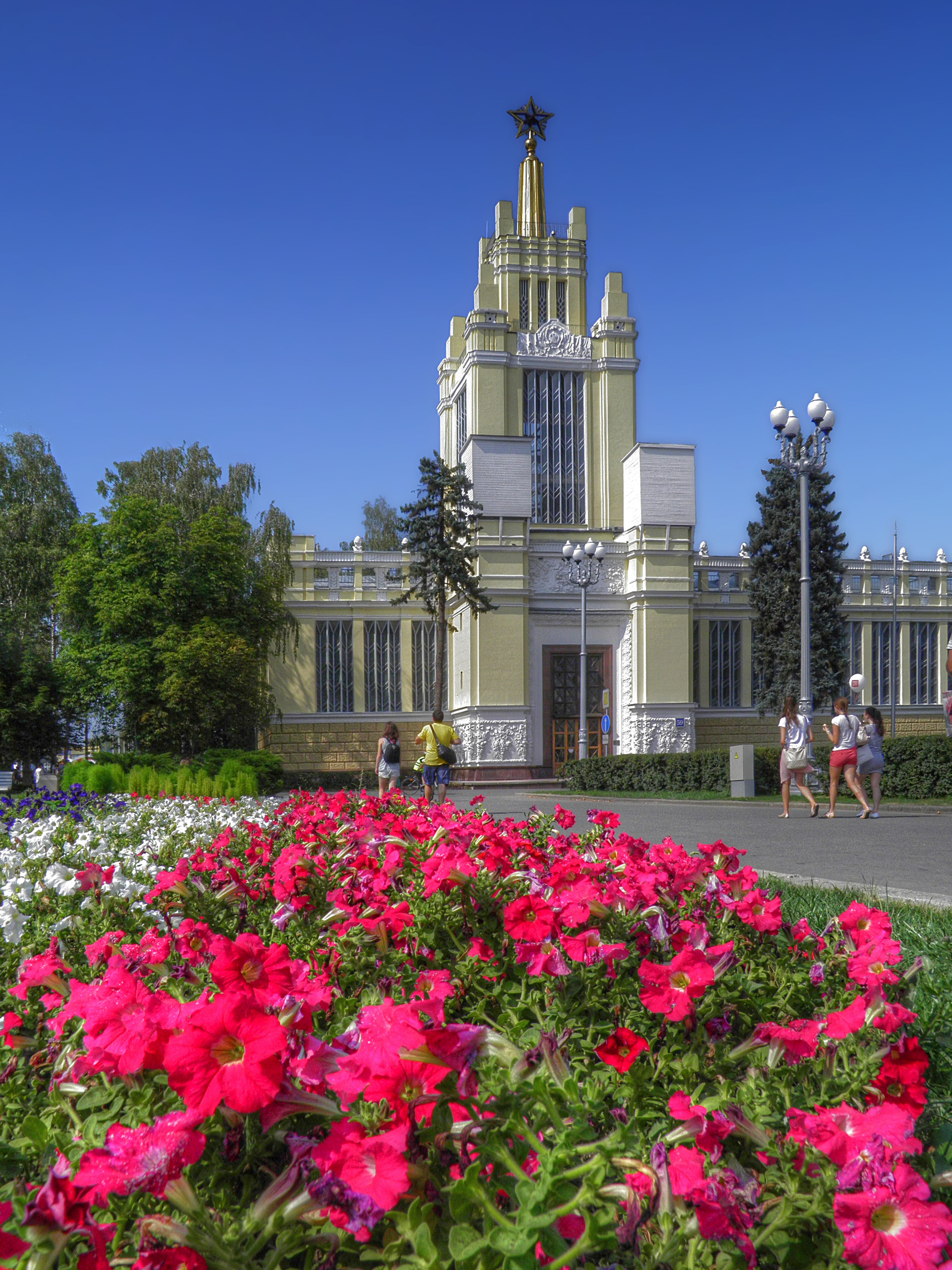
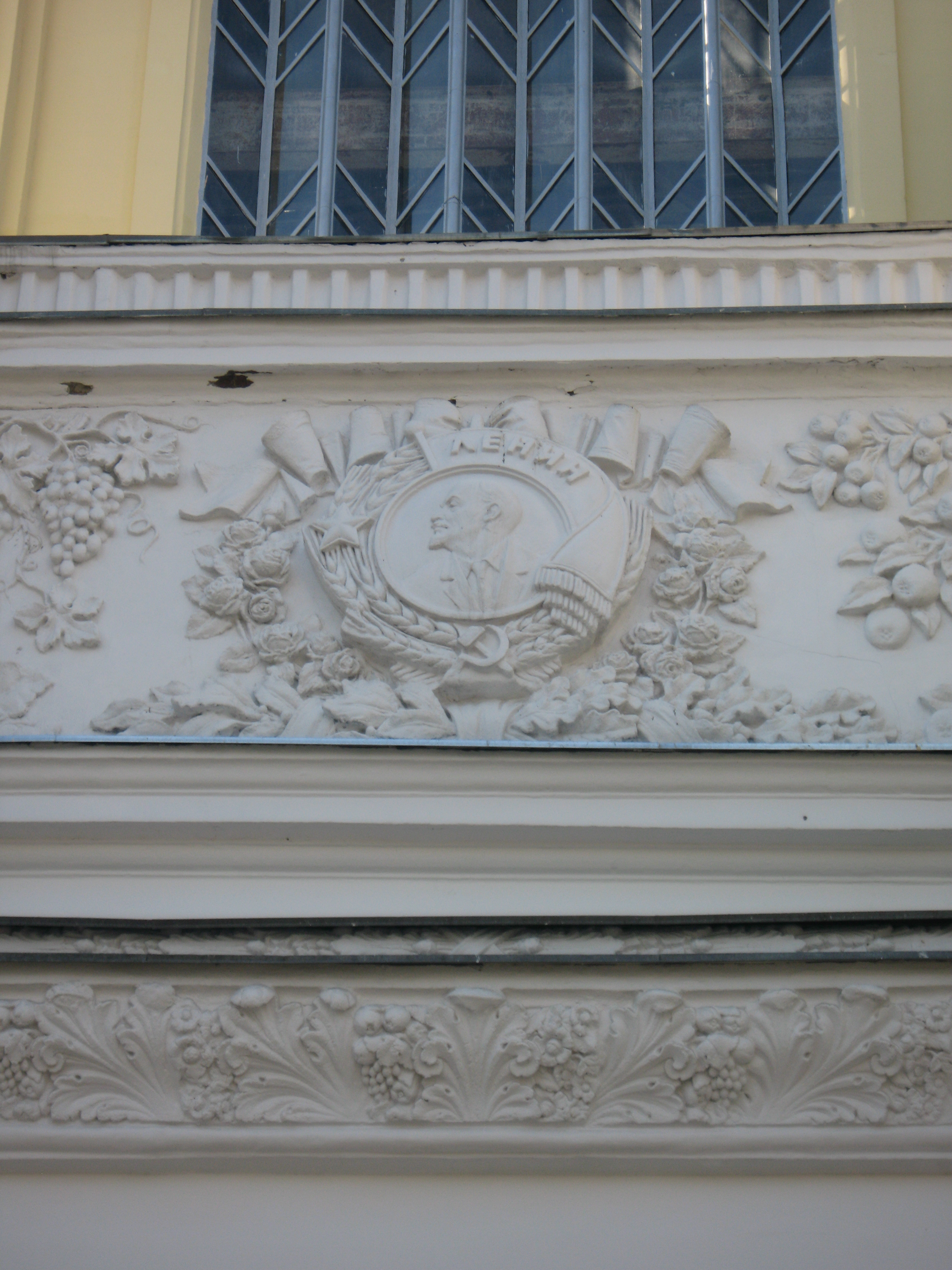
Орден Ленина
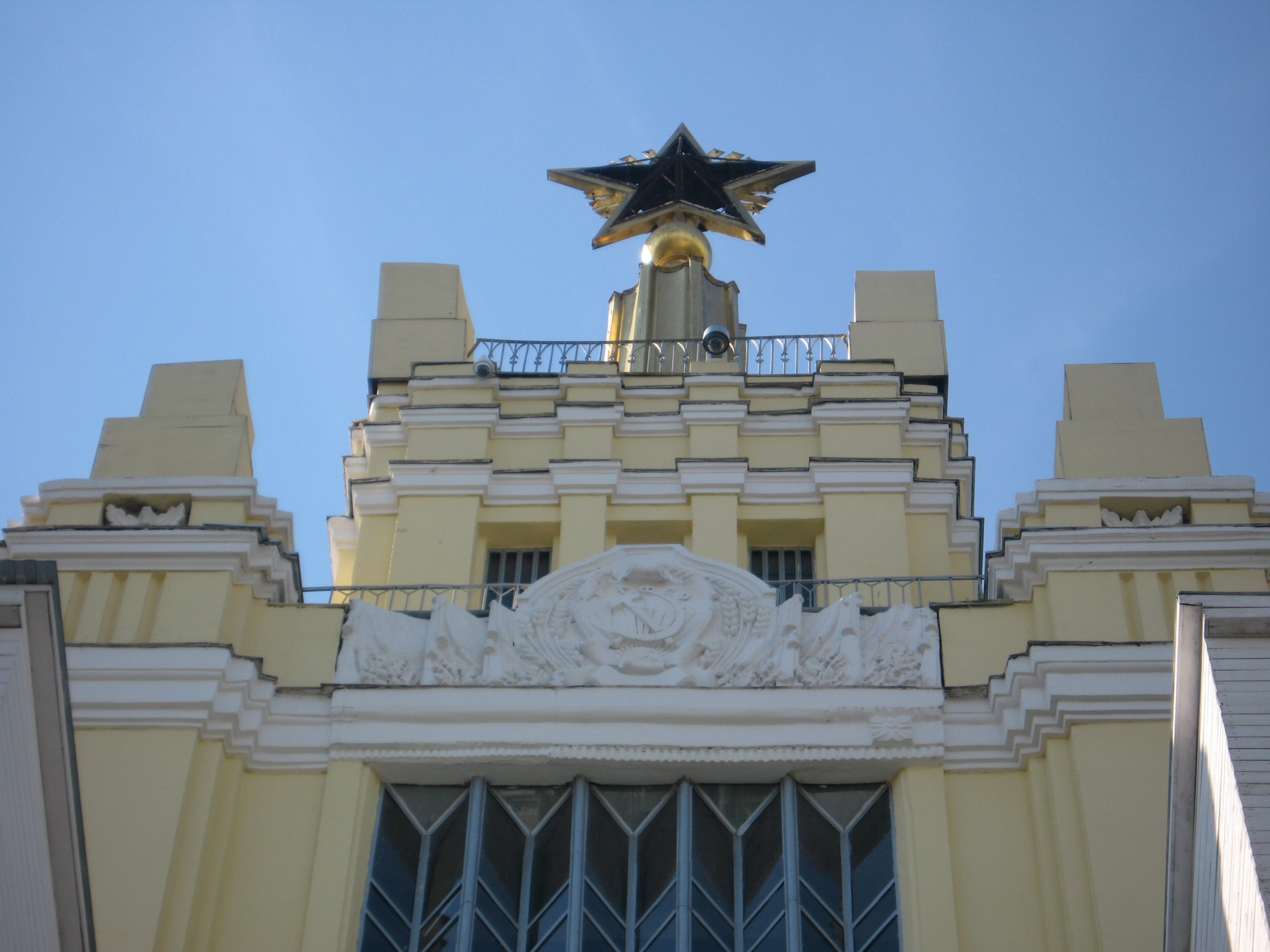
Герб РСФСР